# Ногатак (притока Гузатоніку)
Ногатак (англ. Naugatuck River) — річка в штаті Коннектикут, на північному сході США. Протікає по західній частині штату, по території округів Лічфілд та Нью-Гейвен, є лівою притокою річки Гузатонік. Назва перекладається з алгонкінської як рибальське місце, відокремлене деревами.
Річка починається у верхній північній частині долини Ногатак, протікає на південь з невеликим відхиленням в середній течії на південний схід. Впадає до річки Гузатонік за 20 км від її гирла на території міста Дербі.
Ногатак протікає по широкій долині, яка маю назву як і річка. Має високий енергетичний потенціал та легкість будівництва гідроелектростанції через свої скелясті високі береги. Вироблену електроенергію використовують для промислових підприємств, розташованих по берегах. В 1960 році було збудовано греблю Томастон, перед якою утворилось водосховище, що дозволяє регулювати рівень води в річці під час весняних паводків.
Над річкою розташовані наступні міста штату Коннектикут:
- Торрінгтон
- Вотербері
- Ансоніа
- Дербі